# روباه پاتاگونیا
روباه پاتاگونیا (نام علمی: Lycalopex griseus) نام یک گونه از سرده روباه‌های آمریکای جنوبی است.